# Jazīrat Fira‘wn
Jazīrat Fira‘wn är en ö i Egypten.   Den ligger i guvernementet Sina al-Janubiyya, i den nordöstra delen av landet, 400 km öster om huvudstaden Kairo.
Terrängen på Jazīrat Fira‘wn är varierad.